# Linda Fiorentino
Linda Fiorentino (eredeti nevén: Clorinda Fiorentino; Philadelphia, 1958. március 9., más források szerint: 1960-ban) amerikai színésznő.
Egyik főszereplője volt az 1985-ös Megőrülök érted (Vision Quest) romantikus filmdrámának, majd még abban az évben szintén főszerepet játszott a Megvagy! (Gotcha!) című kémfilmben is és kisebb szerepben megjelent az Lidérces órákban (After Hours) is. Emlékezetes volt alakítása a Jade (1995) című erotikus thriller címszerepében, a Men in Black (1997) tudományos-fantasztikus akció-vígjátékban és a Dogma című fantasy vígjátékban (1999).
A Végső csábítás című 1994-es filmben nyújtott alakításáért elnyerte a New York-i Filmkritikusok Körének a legjobb színésznőnek járó díját, a London Filmkritikusok Körének az év színésznőjének díját, és a BAFTA-díjra is jelölték a Legjobb női alakítás kategóriában.

## Fiatalkora
Népes olasz-amerikai család nyolc gyermeke közül harmadikként született Dél-Philadelphiában. Itt, majd Washington Turnersville negyedébe, Dél-Jersey közelében nevelkedett. Apja az acéliparban tevékenykedő vállalkozó, édesanyja háztartást intézte. Egyik nővére Donya Fiorentino modell és fotós, aki David Fincher filmrendező, majd Gary Oldman brit színész felesége volt.
1976-ban a New Jersey-i Sewellben, a Washingtoni Városi Gimnáziumban (Washington Township High School) érettségizett. Az iskolában „tehetséges diák”-nak tartották, de lázadó is volt, és „vitatkozott az apácákkal a Bibliáról, és úgy tűnt, hogy szeretik ezt”. Fiorentino édesanyja később azt mondta: „Linda jófejű. Nagyon merésznek tűnik, de valójában nagyon félénk.” Philadelphia külvárosában a Rosemont College-ban színdarabokban kezdett el játszani, mielőtt 1980-ban diplomát szerzett. Később a manhattani Square Theatre School-ban tanult a Circle-nél, miközben csaposként dolgozott a Kamikaze nevű éjszakai klubban, ahol Bruce Willis is dolgozott színészi karrierje beindulása előtt.

## Magánélete
1992. június 23-án vette feleségül John Byrum író, filmrendező, akivel korábban a The War at Home című, egyébként befejezetlen filmen dolgozott. A házaspár 1993-ban, egy év házasság után elvált.
Fiorentinónak ezt követően viszonya volt Anthony Pellicano Los Angeles-i magánnyomozóval, aki korábban a Szövetségi Nyomozóiroda ügynöke volt, majd Mark Rossinival járt. Az igazságügyi tisztviselők szerint Fiorentino segíteni akart Pellicano védelmében. Az ügyészek szerint Fiorentino akkoriban már Rossinivel járt, és azt mondta Rossininek, hogy kutatásokat végez a Pellicano esetén alapuló forgatókönyvéhez, ezért Rossini kormányzati számítógépeken végzett kutatásokat az üggyel kapcsolatos információkért. Az eredményeket átadta Fiorentinónak, aki azután továbbította az aktákat Pellicano ügyvédeinek, hogy segítsenek Pellicanonak elkerülni a 15 éves börtönbüntetést. Később Rossini bűnösnek vallotta magát az FBI számítógépeihez való illegális hozzáférésben, és kilépett az FBI-tól.

## Filmográfia

### Film
| Év   | Magyar cím                  | Eredeti cím               | Szerep                                           | Magyar hang        |
| ---- | --------------------------- | ------------------------- | ------------------------------------------------ | ------------------ |
| 1985 | Megőrülök érted             | Vision Quest              | Carla                                            |                    |
| 1985 | Megvagy!                    | Gotcha!                   | Sasha Banicek / Cheryl Brewster CIA-ügynök       | Radó Denise        |
| 1985 | Lidérces órák               | After Hours               | Kiki Bridges                                     | Kovács Nóra        |
| 1986 |                             | The Whoopee Boys          | spanyol szobalány (stáblistán nincs feltüntetve) |                    |
| 1988 | A modernek                  | The Moderns               | Rachel Stone                                     |                    |
| 1988 |                             | Wildfire                  | Kay                                              |                    |
| 1991 | Együtt a banda              | Queens Logic              | Carla                                            |                    |
| 1991 | Rock ’n’ Roll sztori        | Shout                     | Molly                                            | Karancz Katalin    |
| 1992 |                             | Chain of Desire           | Alma D'Angeli                                    |                    |
| 1993 | A pokol angyala             | Beyond the Law            | Renee Jason                                      | Orosz Helga        |
| 1993 | Gyilkos szenvedély          | Acting on Impulse         | Susan Gittes                                     | Orosz Helga        |
| 1994 | Végső csábítás              | The Last Seduction        | Bridget Gregory / Wendy Kroy                     | Orosz Helga        |
| 1995 | Kettős álarc                | Bodily Harm               | Rita Cates                                       | Györgyi Anna       |
| 1995 | Jade                        | Jade                      | Anna Katrina Maxwell-Gavin / Jade                | Radó Denise        |
| 1996 | Felejthetetlen              | Unforgettable             | Martha Briggs                                    | Andresz Kati       |
| 1996 | Hatalmas aranyos            | Larger than Life          | Terry Bonura                                     | Tóth Enikő         |
| 1997 |                             | Kicked in the Head        | Megan                                            |                    |
| 1997 | Men in Black – Sötét zsaruk | Men in Black              | Dr. Laurel Weaver                                | Menszátor Magdolna |
| 1998 | Halott gengszterek          | Body Count                | Natalie                                          | Orosz Anna         |
| 1999 | Dogma                       | Dogma                     | Bethany Sloane                                   | Radó Denise        |
| 2000 | Ártatlan bűnöző             | Ordinary Decent Criminal  | Christine Lynch                                  | Molnár Zsuzsa      |
| 2000 | A nőfaló ufó                | What Planet Are You From? | Helen Gordon                                     | Orosz Helga        |
| 2000 | Pénzt és életet!            | Where the Money Is        | Carol                                            | Fullajtár Andrea   |
| 2002 | Mozdulatlan túsz            | Liberty Stands Still      | Liberty Wallace                                  | Kéri Kitty         |
| 2002 | Mozdulatlan túsz            | Liberty Stands Still      | Liberty Wallace                                  | Kisfalvi Krisztina |
| 2009 |                             | Once More with Feeling    | Lydia                                            |                    |

### Televízió
| Év   | Magyar cím                     | Eredeti cím               | Szerep           | Megjegyzések                                |
| ---- | ------------------------------ | ------------------------- | ---------------- | ------------------------------------------- |
| 1985 |                                | Alfred Hitchcock Presents | Betsy Van Kennon | 1 epizód                                    |
| 1989 | Las Vegas – A fények birodalma | The Neon Empire           | Lucy             | - tévéfilm - magyar hangja: - Varga Mária   |
| 1992 |                                | Strangers                 | Helen            | tévéfilm                                    |
| 1994 | Fuss, szaladj, menekülj        | The Desperate Trail       | Sarah O'Rourke   | - tévéfilm - magyar hangja: - Tátrai Zita   |
| 1995 | Charlie szellem története      | Charlie's Ghost Story     | Marta            | - tévéfilm - magyar hangja: - Rátonyi Hajni |

## Díjak
- BAFTA-díj (1995) – Legjobb női alakítás jelölés: Végső csábítás